# Father Figure
«Father Figure» (en español: «Figura Paterna») es una canción compuesta e interpretada por el cantante británico George Michael y publicada por Epic Records en 1988.

## Historia
Father Figure es una historia de seducción aguda y sensual de más de cinco minutos de duración y personifica la naturaleza sexual de la composición de George Michael, la cual ha adoptado desde los últimos años de Wham!.
Se suponía en principio que la canción tenía que ser un tema bailable, pero la percusión fue dejada accidentalmente fuera de la mezcla durante la grabación, convirtiéndola en una balada de tono lento y etéreo.
En el video se presenta a la modelo de Vogue Tania Coleridge.

## Sencillo
7" sencillo Epic 651321 7	1987
1. 	«Father Figure»	  	5:38
2. 	«Love's In Need Of Love Today» (Live at Capital Radio 1st April 1987)		4:42

## Posicionamiento
| Posicionamiento (1988) | Posición |
| ---------------------- | -------- |
| Austria                | 17       |
| Estados Unidos         | 1        |
| Francia                | 37       |
| Noruega                | 10       |
| Reino Unido            | 11       |
| Suiza                  | 13       |